# Кан Джихван
Кан Джихван (кор. 강지환; род. 20 марта 1977, Сеул) — южнокорейский актёр, известен игрой в сериалах «Кофейня» (2010) и «Обмани меня» (2011), фильмах «Несмонтированный фильм» (2008) и «Моя девушка — спецагент» (2009).

## Биография
Джихван дебютировал в мюзиклах The Rocky Horror Show и Grease. Затем он сыграл эпизодические роли в популярных корейских теледрамах Summer Scent (KBS2, 2003), Nonstop 4 (MBC, 2003), Youth! Fly To The Sky (KBS2, 2004), More Beautiful Than A Flower (KBS2) и «Оставь последний танец мне» (SBS, 2004).
Джихван начал играть главные роли и стал знаменит благодаря теледраме телекомпании MBC «Будь сильной, Гым Сун», где он снялся вместе с Хан Хе Джин. Также благодаря игре в этом сериале он стал знаменит и в Японии, Китае и Тайване. В 2009 году он снялся в романтической комедии «Моя девушка — спецагент» с Ким Ханыль и получил премию Grand Bell Awards в номинации «Лучший новый актёр». В 2011 году снялся в теледраме «Обмани меня» с Юн Ынхе.

## Фильмография

### Фильмы
| Год  | Название                 | Хангыль       | Роль          |
| ---- | ------------------------ | ------------- | ------------- |
| 2006 | Гость и хозяин           | 방문자        | Gye-sang      |
| 2008 | Несмонтированный фильм   | 영화는 영화다 | Jang Su-Ta    |
| 2009 | Моя девушка — спец-агент | 7급 공무원    | Lee Jae-Joon  |
| 2009 | Любовь слепа             | 내눈에 콩깍지 | Kang Tae-Pung |
| 2012 | Полицейский на подиуме   | 차형사        | Cha Chul-soo  |

### Телесериалы
| Год  | Название                       | Хангыль                           | Роль               | Компания   |
| ---- | ------------------------------ | --------------------------------- | ------------------ | ---------- |
| 2003 |                                | MBC 베스트극장 — 살인에 관한 고백 |                    | MBC        |
| 2003 | Летний аромат                  | 여름향기                          | Jung Ah’s husband  | KBS2       |
| 2003 | Нонстоп 4                      | 논스톱 4                          |                    | MBC        |
| 2004 | Прекраснее чем цветок          | 꽃보다 아름다워                   | приглашённый гость | KBS2       |
| 2004 | Вы увидите                     | 알게 될거야                       | Suh In Woo         | KBS2       |
| 2004 | Оставь последний танец мне     | 마지막 춤은 나와 함께             | Shin Jung Kyu      | SBS        |
| 2005 | Будь сильной, Гым Сун          | 굳세어라 금순아                   | Goo Jae Hee        | MBC        |
| 2006 | Фейерверк                      | 불꽃놀이                          | Nah In Jae         | MBC        |
| 2006 | 90 дней любви                  | 90일, 사랑할 시간                 | Hyun Ji-seok       | MBC        |
| 2007 | Скандальная столица            | 경성스캔들                        | Seon Woo Wan       | KBS2       |
| 2008 | Хон Гиль Дон                   | 쾌도 홍길동                       | Хон Гиль Дон       | KBS2       |
| 2009 |                                | 강지환의 어느날, 어딘가에서       |                    | Mnet Japan |
| 2010 | Кофейня                        | 커피 하우스                       | Ли Джису           | SBS        |
| 2011 | Обмани меня                    | 내게 거짓말을 해봐                | Хён Ки Джун        | SBS        |
| 2011 |                                | 강지환의 어느날, 어딘가에서 시즌2 |                    | Mnet Japan |
| 2018 | Буду счастлива, если вы умрёте | 죽어도 좋아                       | Пэк Чин Сан        | MBC        |

### Мюзиклы
| Год  | Название                                    | Хангыль    |
| ---- | ------------------------------------------- | ---------- |
| 2002 | Шоу ужасов Рокки Хоррора (корейская версия) | 록키호러쇼 |
| 2004 | Бриолин (корейская версия)                  | 그리스     |
| 2010 | В кафе                                      | 카페인     |

### Дискография
| Год  | Песня                       | Альбом                |
| ---- | --------------------------- | --------------------- |
| 2006 | 그냥 아는 사람              | Фейерверк OST         |
| 2011 | Lovin Icecream feat. As One | Обмани меня Japan OST |

## Награды
- 2009 46th Grand Bell Awards — Лучший новый актёр за «Моя девушка — спецагент»
- 2009 45th Baeksang Arts Awards — Лучший новый актёр за «Несмонтированный фильм»
- 2008 7th Korean Film Awards — Лучший новый актёр за «Несмонтированный фильм»
- 2008 29th Blue Dragon Film Awards — Лучший новый актёр за «Несмонтированный фильм»
- 2008 28th Critics Choice Awards — Лучший новый актёр за «Несмонтированный фильм»
- 2008 44th Baeksang Arts Awards — популярная награда за «Хон Гиль Дон»
- 2008 KBS Drama Awards — награда лучшая пара за «Хон Гиль Дон», совместно с Сон Ю Ри
- 2008 KBS Drama Awards — за «Хон Гиль Дон»
- 2007 KBS Drama Awards — блестящая роль за Capital Scandal[2]
- 2007 KBS Drama Awards — награда лучшая пара за «Скандальная столица», совместно с Хан Джи Мин[2]
- 2005 MBC Drama Awards — Лучший новый актёр за «Будь крепким, Гиюм Сун!»[3]
- 2005 MBC Drama Awards, блестящая роль за «Будь крепким, Гиюм Сун!»[3]